# How It Is
How It Is è un singolo di Roddy Ricch, Chip e Yxng Bane pubblicato il 28 febbraio 2019.

## Tracce
1. How It Is – 4:37